# گابریل بادیلا
گابریل بادیلا (اسپانیایی: Gabriel Badilla‎؛ زادهٔ ۳۰ ژوئن ۱۹۸۴ - درگذشته ۲۰ نوامبر ۲۰۱۶) یک بازیکن فوتبال اهل کاستاریکا بود.
وی همچنین در تیم ملی فوتبال کاستاریکا بازی کرده بود.